# Paraben

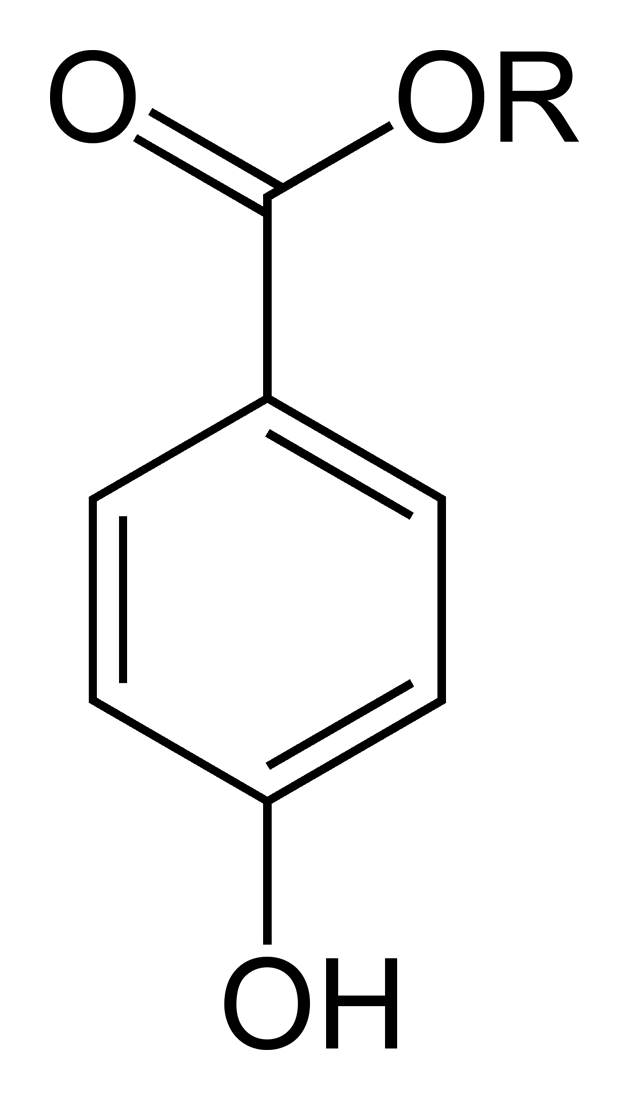
Structura chimică generală a unui paraben
(para-hidroxibenzoat)
unde R = rest alchil

Parabenii reprezintă o clasă de conservanți larg utilizați în produsele cosmetice și farmaceutice. Din punct de vedere chimic, parabenii sunt para-hidroxibenzoați sau esteri ai acidului para-hidroxibenzoic. Sunt utilizați atât ca atare cât și sub formă de săruri, pentru proprietățile lor bactericide și antifungice. Se regăsesc în șampoane, creme emoliente, geluri de ras, forme farmaceutice cu administrare topică sau parenterală, paste de dinți și alte cosmetice. Sunt utilizați și ca aditivi alimentari.
Cei mai comuni parabeni utilizați sunt: metilparaben (număr E E218), etilparaben (E214), propilparaben (E216), butilparaben și heptilparaben (E209). Mai puțin frecvent utilizați sunt izobutil-, izopropil- și  benzilparabenul. R-ul din structura generală reprezintă o grupă alchil, precum metil, etil, propil sau butil.
Nu au fost demonstrate legături directe dintre utilizarea parabenilor și apariția cancerelor.

## Mod de acțiune
Spectrul de acțiune al parabenilor este unul larg, fiind substanțe active pe multe microorganisme. În ciuda acestui fapt, nu se cunoaște cu exactitate modul lor de acțiune. Se prezumă că parabenii sunt disruptivi proceselor de transport membranar, inhibă sinteza de ADN sau ARN, sau inhibă unele enzime esențiale, precum ATP-azele sau fosfotransferazele, la unele specii bacteriene.